# Mesoplasma chauliocola
Mesoplasma chauliocola è una specie di batterio appartenente alla famiglia delle Entomoplasmataceae.